# Protostoria

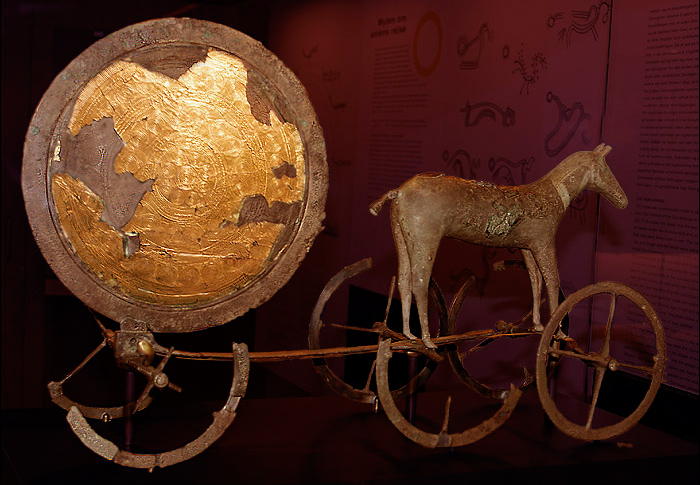
Oggetto rituale in bronzo e oro della media età del bronzo da Trundholm (Danimarca).

La Protostoria è il periodo intermedio fra la Preistoria e l'Età Antica. Essa si identifica soprattutto a livello storiografico: per studiarla, gli storici hanno sì la possibilità di utilizzare documenti scritti, ma essi sono molto limitati e l'utilizzo delle testimonianze materiali è ancora assolutamente prevalente.
Il concetto si applica al periodo in cui certe popolazioni hanno una complessità sociopolitica, ma fanno solo un uso marginale dello strumento della scrittura; si applica anche a popolazioni che non usano affatto la scrittura, ma sulle quali abbiamo testimonianze scritte lasciate da altre popolazioni più o meno coeve.
A seconda delle aree, può corrispondere all'Età del bronzo o all'Età del ferro. Il termine deriva dal greco πρῶτος (prôtos, «primo, iniziale») e ἱστορία (historía, «storia»). La Protostoria è assimilabile alla Preistoria dal punto di vista degli strumenti di lavoro per studiarla, dato l'uso marginale della scrittura; per le caratteristiche delle società (civiltà urbana, classi sociali, prime forme di Stato) essa risulta invece assimilabile all'Età antica.

## Definizioni
Tradizionalmente, la protostoria è il lasso di tempo in cui un certo popolo non ha ancora sviluppato le prime forme di scrittura, ma esistono documenti scritti da altri popoli contemporanei o successivi che ne parlano, pertanto si dispone di fonti storiche indirette, oppure, la fase intermedia tra la Preistoria e la storia vera e propria.
Sulla base di questa accezione, la protostoria di un luogo può svolgersi in un momento differente da quella di un altro luogo. In Egitto e in Mesopotamia, ad esempio, il periodo protostorico non può andare oltre la seconda metà del III millennio a.C., mentre per Roma e il Lazio si può arrivare fino al VII secolo a.C. In sintesi nel Mediterraneo il periodo protostorico verrebbe così ad indicare un intervallo cronologico variabile fra la prima età del bronzo nel Vicino Oriente (con le prime forme di scrittura e insediamenti qualificati come "prime città") fino al II secolo a.C. circa, con la definitiva romanizzazione del mediterraneo nord-occidentale (Iberia, Gallia mediterranea, Italia settentrionale ecc.). Diverso il discorso per gran parte dell'Europa centrale e per quella settentrionale ed orientale, dove la protostoria si protrarrà, in taluni casi, fino ad età altomedievale.
Seguendo invece un approccio economico-materialista della paletnologia, per protostoria si può intendere lo stadio storico delle società umane organizzate in forme più complesse e sofisticate rispetto alla tribù clanica, spesso coincidente con le formazioni sociali che hanno preceduto immediatamente l'organizzazione di uno Stato propriamente inteso ("dominio"); a essa corrisponde un aumento del grado di specializzazione artigianale nelle attività economiche secondarie (quelle cioè di trasformazione delle materie prime/produzione, quali la metallurgia), ed elevata diversificazione e complessità culturale rispetto ai gruppi umani dell'Età della pietra, riscontrabile sia nella cultura materiale che negli aspetti ideologici (deducibili dalle pratiche funerarie e cultuali).
In ambito europeo e mediterraneo, così, l'inizio della protostoria viene retrodatato all'Età del rame avanzata, particolarmente alla facies del bicchiere campaniforme. Con valore estensivo, si utilizza il termine protostoria anche per indicare l'inizio di un periodo in termini culturali.

## Brevi note cronologiche sull'epoca protostorica
- 3 500 a.C.: invenzione della scrittura. Convenzionalmente si pone termine al racconto della preistoria con questa invenzione e incomincia la storia documentata da testimonianze scritte.
- 3 500 a.C.: inizia l'epoca della metallurgia. La prima "civiltà dei metalli" comincia con l'uso dell'oro a scopi ornamentali e prosegue con l'Età del rame, epoca in cui avvengono anche la domesticazione del cavallo e l'invenzione della ruota. Migliorando le tecniche di fusione, l'uomo impara a formare una lega del rame con lo stagno, ottenendo così il bronzo, molto più duro e utile per utensili e armi. L'Età del bronzo dura fino all'inizio dell'Età del ferro, intorno al 1200 a.C.
- 3 000 a.C.: prime grandi civiltà idrauliche sorte sui grandi fiumi del Nilo e del Tigri-Eufrate. La pianificazione e il controllo delle acque conducono ad uno sviluppo dell'economia agricola. Inizio dell'urbanizzazione e sviluppo delle scienze funzionali all'agricoltura: matematica, geometria, astronomia, ingegneria.
- Circa 2 300 - 725 a.C.: Età del bronzo. In ambiente egeo - secondo alcuni studiosi anche in diverse regioni dell'area balcanico-danubiana - la fine di questa età è invece posta intorno al 1100 a.C., in Italia verso il 1000 a.C.[5]

## Periodizzazioni della protostoria europea

### Età del rame e facies del Campaniforme
Con l'espressione di cultura del vaso campaniforme, sviluppatasi fra il 2800 e il 1900 a.C. circa, si indica una cultura preistorica dell'Europa occidentale di cui si hanno ampie anche se sparse attestazioni archeologiche che risalgono al tardo Neolitico (Età della pietra) e arrivano fino all'Età del bronzo. Quest'espressione fu coniata da John Abercromby per definire una tipologia di oggetti in terracotta la cui forma ricordava quella di una campana rovesciata.
Questa cultura è attestata nelle odierne Portogallo, Spagna, Francia (escluso il massiccio centrale), Gran Bretagna e Irlanda, Paesi Bassi, Germania tra l'Elba e il Reno, con un'estensione lungo l'alto corso del Danubio nel bacino di Vienna (Austria) e Ungheria (isola Czepel), con avamposti nel Mediterraneo: Sardegna e Sicilia.

### Età del Bronzo
L'Età del bronzo indica un periodo della preistoria o della protostoria europea caratterizzato dall'utilizzo della metallurgia del bronzo e diffusosi fra il 3000 a.C. e il 1000 a.C. circa, sopravvivendo in alcune regioni europee, come la penisola iberica e le isole britanniche fino almeno all'VIII o al VII secolo a.C. In Italia corrisponde ai secoli tra il XXII e il X secolo a.C.
Oggi è generalmente ammesso che questo periodo succeda al calcolitico e preceda l'Età del ferro. Come per gli altri periodi della preistoria i suoi limiti cronologici variano notevolmente secondo l'ambiente geografico e culturale considerato.

### Età del ferro
L'Età del ferro indica originariamente un periodo della protostoria europea caratterizzato dall'utilizzo della metallurgia del ferro.
In Europa e nel Vicino Oriente segue l'Età del bronzo e precede l'ingresso nel periodo propriamente storico, nel quale sono cioè presenti fonti scritte. L'Età del ferro inizia intorno al XII secolo a.C. nel mondo mediterraneo orientale e tra il IX secolo a.C. e l'VIII secolo a.C. nell'Europa continentale (da notare la differenza terminologica tra l'Italia, dove l'Età del Ferro inizia nel corso della seconda metà del X secolo a.C., con diverse opinioni tra i ricercatori che la pongono tra il 950 e il 900 a.C., e l'Europa nordalpina, dove inizia nell'800 a.C. circa). Come per gli altri periodi della preistoria i suoi limiti cronologici variano considerevolmente secondo il contesto geografico e culturale. Alcune civilizzazioni non hanno mai conosciuto l'Età del ferro, pur avendo uno sviluppo sociale e/o tecnico notevole, come nel caso delle civiltà precolombiane.

## Protostoria in Italia
La protostoria italiana corrisponde al processo che ha portato al passaggio dalle piccole comunità neolitiche allo stato.
L'elemento fondamentale che consentì questo passaggio fu l'accumulo di ricchezza (v. plusvalore), reso possibile dalla metallurgia; la crescente differenziazione socioeconomica permessa dal commercio fu la causa della creazione di contrasti interni all'interno delle forme di organizzazione sociale che portarono al superamento dei vincoli di tipo parentale alla base delle comunità neolitiche. Le caratteristiche peculiari della mutata organizzazione sociale sono riscontrabili nell'accresciuta importanza dell'elemento guerriero per il controllo del territorio, nella sedentarizzazione degli insediamenti, dalla nuova spinta verso il commercio e dalla mutata coscienza dell'appartenenza ad uno stesso territorio rispetto ai vecchi vincoli di consanguineità.
La civiltà nuragica nacque e si sviluppò in Sardegna, abbracciando un periodo di tempo che va dalla piena Età del bronzo (1800 a.C.) al II secolo a.C., ormai in epoca romana. Fu il frutto della graduale evoluzione di preesistenti culture già diffuse sull'Isola sin dal neolitico, le cui tracce più evidenti giunte sino a noi sono costituite da dolmen, menhir e domus de janas.
Nel bronzo medio assistiamo ad un avvenimento che ebbe una notevole ripercussione sul modello sociale che si era andato configurando: l'arrivo dei primi commercianti micenei. L'afflusso di nuovi oggetti esotici, in grado di attirare le élite dominanti che gestivano il commercio all'interno della comunità, portò alla creazione di nuovi rapporti di dipendenza clientelare e alla nascita delle prime comunità gentilizie.
In seguito il bisogno di protezione militare reciproca e le necessità di creare un mercato più ampio spinse queste comunità ad unirsi in un unico spazio e a dare vita alle grandi comunità urbane etrusche e laziali dell'Età del ferro. Un ulteriore passaggio di questo processo fu la creazione di leghe politico-religiose tra città, che fu alla base della nascita dei popoli italici.